# Ringer-Bundesliga 2018/19
Die DRB-Bundesliga 2018/19 war die 55. Saison in der Geschichte der Ringer-Bundesliga.

## Vorrunde

### DRB-Bundesliga Nordwest
| Pl. | Verein                        | Kä | Pkt     | Dif  | Kampfpunkte |
| --- | ----------------------------- | -- | ------- | ---- | ----------- |
| 1.  | Red Devils Heilbronn (U)      | 14 | 308:114 | +194 | 24:40       |
| 2.  | ASV Mainz 1888 (U)            | 14 | 290:140 | +150 | 23:50       |
| 3.  | KSV Witten 07                 | 14 | 190:181 | 0+9  | 16:12       |
| 4.  | SC Siegfried Kleinostheim (N) | 14 | 220:175 | 0+45 | 15:13       |
| 5.  | TV Aachen-Walheim             | 14 | 163:215 | 0−52 | 12:16 *     |
| 6.  | SV Alemannia Nackenheim (U)   | 14 | 203:234 | 0−31 | 12:16 *     |
| 7.  | RV Lübtheen (U)               | 14 | 124:284 | −160 | 06:22       |
| 8.  | RC CWS Düren-Merken           | 14 | 134:289 | −155 | 04:24       |

### DRB-Bundesliga Südwest
| Pl. | Verein                | Kä | Pkt     | Dif  | Kampfpunkte |
| --- | --------------------- | -- | ------- | ---- | ----------- |
| 1.  | TuS Adelhausen        | 14 | 361:620 | +299 | 28:00       |
| 2.  | KSV Köllerbach (U)    | 14 | 296:111 | +185 | 22:60       |
| 3.  | ASV Urloffen          | 14 | 206:193 | 0+13 | 16:12       |
| 4.  | ASV Hüttigweiler (U)  | 14 | 198:214 | 0−16 | 15:13       |
| 5.  | AC Heusweiler (U)     | 14 | 151:231 | 0−80 | 10:18 *     |
| 6.  | RKG Freiburg 2000     | 14 | 160:259 | 0−99 | 10:18 *     |
| 7.  | RG Hausen-Zell (N)    | 14 | 173:253 | 0−80 | 09:19       |
| 8.  | KV 03 Riegelsberg (U) | 14 | 090:312 | −222 | 02:26       |

### DRB-Bundesliga Südost
| Pl. | Verein                    | Kä | Pkt     | Dif  | Kampfpunkte |
| --- | ------------------------- | -- | ------- | ---- | ----------- |
| 1.  | SV Wacker Burghausen (M)  | 12 | 263:870 | +176 | 24:00       |
| 2.  | SV Siegfried Hallbergmoos | 12 | 208:123 | 0+85 | 18:60       |
| 3.  | SV St. Johannis 07        | 12 | 199:156 | 0+43 | 16:80       |
| 4.  | RSV Rotation Greiz (N)    | 12 | 194:169 | 0+25 | 10:14       |
| 5.  | FC Erzgebirge Aue         | 12 | 151:187 | 0−36 | 08:16       |
| 6.  | WKG Pausa/Plauen *        | 12 | 101:272 | −171 | 04:20 **    |
| 7.  | TSV Westendorf            | 12 | 116:238 | −122 | 04:20 **    |

| Legende |                                                                       |
|         | Teilnehmer an der Endrunde 2018/19                                    |
|         | Absteiger in die Regional- und Oberligen der Landesverbände 2019/20   |
| (M)     | Deutscher Meister 2017/18                                             |
| (U)     | Umgruppierung aus anderer Staffel der Saison 2017/18                  |
| (N)     | Aufsteiger aus den Regional- und Oberligen der Landesverbände 2017/18 |

## Endrunde

### Viertelfinale
Die Viertelfinalkämpfe fanden am 22. und 29. Dezember 2018 statt.
|                           |                      | 1. Kampf | 2. Kampf | Gesamt |
| ------------------------- | -------------------- | -------- | -------- | ------ |
| ASV Urloffen              | Red Devils Heilbronn | 01:23    | 04:31    | 05:54  |
| SV Siegfried Hallbergmoos | ASV Mainz 1888       | 07:14    | 07:18    | 14:32  |
| KSV Witten 07             | TuS Adelhausen       | 09:21    | 09:22    | 18:43  |
| KSV Köllerbach            | SV Wacker Burghausen | 10:13    | 11:17    | 21:30  |

### Halbfinale
Die Halbfinalkämpfe fanden am 5. und 12. Januar 2019 statt.
|                      |                      | 1. Kampf | 2. Kampf | Gesamt |
| -------------------- | -------------------- | -------- | -------- | ------ |
| Red Devils Heilbronn | ASV Mainz 1888       | 15:10    | 16:13    | 31:23  |
| TuS Adelhausen       | SV Wacker Burghausen | 13:13    | 11:17    | 24:30  |

### Finale
Die Finalkämpfe fanden am 19. und 26. Januar 2019 statt.
|                      |                      | 1. Kampf | 2. Kampf | Gesamt |
| -------------------- | -------------------- | -------- | -------- | ------ |
| Red Devils Heilbronn | SV Wacker Burghausen | 13:14    | 9:12     | 22:26  |